# Штефан Павло
Павло Штефан (14 вересня 1963, Усть-Каменогорськ, Казахська РСР, СРСР) — радянський хокеїст, нападник.

## Спортивна кар'єра
Виступав за команди «Сокіл» (Київ), «Машинобудівник» (Київ), «Енбек» (Алма-Ата), «Металіст» (Петропавловськ), «Горняк» (Дальнєгорськ, Приморський край). У вищій лізі провів 2 матчі.
Син Степан виступав за юніорську і молодіжну збірні Казахстану.

## Статистика
| Сезон   | Клуб                        | Ліга   | І  | Г  | П | О | ШХ |
| ------- | --------------------------- | ------ | -- | -- | - | - | -- |
| 1980-81 | «Машинобудівник» (Київ)     | СРСР-3 | -  | 6  | - | - | -  |
| 1981-82 | «Сокіл» (Київ)              | СРСР   | 2  | 0  | 0 | 0 | 0  |
|         | «Машинобудівник» (Київ)     | СРСР-3 | 15 | 2  | 2 | 4 | 4  |
| 1982-83 | «Машинобудівник» (Київ)     | СРСР-3 | -  | 12 | - | - | -  |
| 1983-84 | «Енбек» (Алма-Ата)          | СРСР-2 | 59 | 7  | - | - | -  |
| 1986-87 | «Металіст» (Петропавловськ) | СРСР-3 | -  | 10 | - | - | -  |
| 1987-88 | «Горняк» (Дальнєгорськ)     | СРСР-3 | -  | 5  | - | - | -  |